# Callia simplex
Callia simplex är en skalbaggsart som beskrevs av Maria Helena M. Galileo och Martins 1991. Callia simplex ingår i släktet Callia och familjen långhorningar. Inga underarter finns listade.